# Erwan et plus si affinités
Pour plus de détails, voir Fiche technique et Distribution.
Erwan et plus si affinités est un film suisse réalisé par Marc Décosterd, sorti en Suisse en 2012. 
Le film est la suite de Erwan et compagnie, sorti en 2004.

## Synopsis
Après des années de violence et de braquages, Erwan s'est rangé et vit en couple avec Sandra. Ils ont un petit garçon de deux ans, Gordon. Leur vie ronronne et s'empêtre dans une routine anesthésiante. C'était sans compter sur Harry, l'ami d'Erwan, qui sort de taule avec un projet: braquer une soirée de bienfaisance en faveur d'un centre pour personnes âgées. Si au départ Sandra n’adhère pas, elle va rapidement se laisser tenter par le crime afin de relancer la dynamique de son couple. Chacun va devoir affronter son passé et Erwan et Sandra devront se battre pour protéger leur famille… Au fusil à pompe, si nécessaire.

## Fiche technique
- Titre original : Erwan et plus si affinités
- Titre anglais : Erwan and maybe more
- Titres alternatifs : Erwan et + si affinités / Erwan 2
- Réalisation : Marc Décosterd
- Scénario : Marc Décosterd
- Photographie : Marc Décosterd
- Montage : Marc Décosterd
- Musique originale : Jérôme Giller et Marc Décosterd
- Société de production : Wake Up! Films en association avec Cie Hypolaïs
- Pays d'origine :   Suisse
- Langue : Français
- Genre : Comédie, Film d'action
- Durée : 72 minutes (1 h 12)
- Dates de sortie :
  - Suisse : 19 mai 2012
  - Suisse (DVD) : 1er octobre 2013
  - France, Belgique et Luxembourg (DVD) : 4 février 2014
  - Suisse (VOD) : 1er janvier 2022[1]

## Distribution
- Renaud Berger : Erwan
- Caroline Althaus : Sandra
- Marc Décosterd : Harry
- Jean Winiger : Le Prêtre
- Yannick Merlin : Richie
- Yannick Rosset : Marvin
- Marie-Aude Guignard : Sylvie
- Virginie Meisterhans : Marie-Christine
- Séverine Irondelle : Dana
- Gregory Lukac : Lou
- Katy Hernan : La danseuse
- Charlotte Rychner : Bernadette
- Timothée Altaus-Berger : Gordon
- Greg Barnhill : Le bras droit de Richie
- Florian Cavaleri : Le bras gauche de Richie
- Ariane Karcher : La voisine
- Sonja Décosterd : La femme attachée

## La filiation entreErwan et compagnieetErwan et plus si affinités
Si Erwan et plus si affinités fonctionne en lui-même, sans besoin de voir le premier épisode, le film reprend évidemment bon nombre de personnages de Erwan et compagnie et donc une bonne partie du casting. 
En revanche, certains comédiens reviennent dans ce second volet en y interprétant un personnage différent: Gregory Lukac, (Eric dans Erwan et compagnie) reprend ici le rôle de Lou, Ariane Karcher (la mère d'Erwan dans Erwan et compagnie) fait une apparition dans le rôle d'une voisine haute en couleur. Yannick Rosset, quant à lui, interprète ici Marvin, frère de Yann qu'il jouait dans le premier épisode. D'autres nouveaux personnages font également leur apparition : Marie-Christine, la sœur toxicomane de Sandra ou Dana la copine SM de Richie. Erwan et plus si affinités se veut également nettement moins violent que le premier épisode, avec un humour plus construit, moins gratuit et même une certaine tendresse entre les personnages. Toutefois, de nombreux éléments font référence au premier volet des aventures d'Erwan :
- L'histoire est racontée en voix-of par Erwan.
- Le choix des déguisements pour le hold-up est sujet à dispute.
- Le braquage rapporte des clopinettes.
- Les chemises hawaïennes d'Erwan et Harry.
- L'histoire se conclut par une longue fusillade.
- Un des antagonistes est abattu en feu croisé.

Pour n'en citer que quelques-uns.

## Réception

### Accueil critique
- « Le film est drôle, décalé, jouant sur les références d'un cinéma ancré dans le polar parodique cher à Lautner, Tarantino et aux frères Coen » (Le quotidien de La Côte, janvier 2013[2])
- « Dialogues percutants, scènes inattendues et contrastes hilarants sont au menu de cette comédie suisse. Comme lorsque les brigands se canardent sans scrupules sur fond de jolies chansons pour enfants. » (Journal 20 minutes, octobre 2013[3])

## À noter
- Le film a été tourné avec un budget symbolique puisqu'il a coûté moins de 40 000 Francs suisses.
- Pour le film, le musicien Jérôme Giller a notamment composé une chanson qui parodie l'univers d'Henri Dès: Le Lapin.
- Le film a été tourné en 5 semaines entre août et septembre 2011.
- L'avant-première a eu lieu le 19 mai 2012, à Nyon, en Suisse romande.